# Горличко-тарновска офанзива
Офанзива Горлице-Тарнов у Првом светском рату започела је као мања немачка офанзива, да би попустио руски притисак на аустроугарску војску на југу Источног фронта. Резултат офанзиве је био потпуни колапс руских линија и велико повлачење руске војске. Руси су изгубили Пољску и Галицију.

## Позадина
У почетним фазама рата на источном фронту немачка војска је остварила серију чудесних акција против две руске армије, против којих се борила. У бици код Таненберга је опколила и уништила руску 2. армију крајем августа 1914. У Првој бици на Мазурским језерима немачка војска под водством Паула фон Хинденбурга и Ериха Лудендорфа је замало уништила руску 1. армију, која се спасила бегом преко границе. Крајем септембра уништен је већи део руске две армије, а руска војска је избачена са тла Немачке.
На југу ствари су стајале другачије. Аустроугарска војска је и ту започела офанзиву крајем августа и потиснула је Русе довољно далеко од границе у данашње пределе средишње Пољске. Руси су извели контранапад крајем септембра и потиснули су преко границе непријатељску војску и заузели су велики део Галиције. Руси су после тога започели опсаду Пшемисла. Немци су дошли да помогну стварајући 9. армију. Немци су напали у бици на Висли. Иако су у почетку били успешни, вратили су се на почетне положаје. Руси су се спремали за инвазију Шлеске. Када су чули за ту опасност Немци су прекомандовали 9. армију на север и извршили велики притисак на руско десно крило, што се развило у битку код Лођа почетком новембра 1914. Немци нису успели да окруже руске јединице, па се битка завршила неодлучено са руским повлачењем до близу Варшаве. Зима је спречавала ратне операције неколико следећих месеци.

## Друга битка код Мазурских језера
На почетку 1915. Паул фон Хинденбург и Ерих Лудендорф су брзо извели велики маневар и на север су преместили возовима 9. армију. На тај начин су 9, 8. и новоформирана 10. биле на линији предратних пруских граница са Русијом, а да Руси нису били свесни тог великог маневра читаве једне армије. 
У фебруару 1915. су Немци започели напад зван Друга битка код Мазурских језера, у којој су уништили један део руске 10. армије. Иако акција није била успешна како се очекивало, озбиљно је угрозила руску војску у Пољској, која се суочавала са могућношћу да буде одсечена у случају да се немачке снаге из крајњих делова источне Пруске покрену према југу.

## Продор
Начелник немачког генералштаба Ерих фон Фалкенхајн се одлучио за велику офанзиву у Горлице-Тарлов подручју, југоисточно од Кракова. У априлу 1915. немачка 11. армија са 10 пешадијских дивизија под командом Аугуста фон Макензена пребачена је са западног фронта. Требало је да буде у садејству са аустријском 4. армијом (8 пешадијских и једна коњичка дивизија) под командом надвојводе Јозефа Фердинанда. Требало је да изврше напад на сектор где се налазила руска 3. армија (18 и по пешадијских и 5 и по коњичких дивизија) под командом генерала Радко-Дмитриева.
Аугуст фон Макензен је командовао целом операцијом, и немачком и аустријском војском. Офанзива је започела 1. маја након тешке артиљеријске припреме. Руси су неспремно дочекали цели напад. Макензен је на 35 километара фронта, који је одређен за пробој сконцентрисао 10 пешадијских и једну коњичку дивизију, односно 126.000 војника, 457 лаких топова, 159 тешких топова и 96 минобацача. Руси су на истом фронту имали 5 руских дивизија са 60.000 војника, 141 лаких топова и 4 тешка топа. Руска одбрана је брзо разбијена, а линија се распала. Заробљено је 140.000 војника из 3. армије, а трећа армија је готово престала постојати. Руси су били присиљени да се повлаче. Немачка и Аустроугарска су повратиле Галицију од Руса. Посебно је значајно било поновно освајање Пшемисла 3. јуна 1915. Фронт се стабилизовао око 1. јуна. Продор је на најдубљем месту био и до 160 километара.
После 1. јуна, а пре 13. јула цели јужни део се помакао за још 160 километара до реке Буг, па је само мали део Пољске остао у руским рукама. Тада је Варшава још увек била у руским рукама. Немци су напредовали 150 километара за две недеље. Руси су у позадини успевали да нанесу негде и тешке губитке Немцима, као на реци Сан и Дњестар. Међутим Руси нису имали довољно ресурса да зауставе Немце. Немци су освојили Лавов 22. јуна 1915. Између 23. и 27. јуна прешли су Дњестар.

## Битка се наставила
Четири нове немачке армије су биле створене, што је битно померало равнотежу снага у немачку корист, тако да се 9 руских армија суочавало са 13. армија централних сила. Под притиском кајзера Ерих фон Фалкенхајн је попустио и допустио да се настави офанзива онако како су то тражили Паул фон Хинденбург и Ерих Лудендорф. Армије Немачке и Аустроугарске започеле су 13. јула 1915. офанзиву на целом фронту. Руси су били бројчано слабији, а због претходних акција још увек ван равнотеже. Јужни крај руске линије се распао и почео се кретати источно. Још је било опасније да у исто време немачка 10. и Нименова армија врше притисак на крајњем северном крају, а то поново ствара могућност окружења целе руске војске.
Нови напади немачке 8, 10. и 12. армије из Пруске према југу изазвали су колапс и тога фронта, тако да се цели северни део руских линија померио до линије север-југ на отприлике пријашњој предратној источној пруској граници. Када су Немци добили значајна појачања освојили су Брест-Литовск 25. августа 1915. Брест-Литовск се налазио 190 километара источно од Варшаве. Како су се Руси повлачили тако је Варшава остала изолована. Освојена је 4.-5. августа. Хинденбургове снаге су 19. септембра заузеле Вилњус. Тада је немачко напредовање коначно било заустављено због лошег времена. Нова линија фронта је била 290 километара источно од Варшаве.

## Исход
Руси су морали да напусте Галицију, изгубили су Пољску и део Литваније. Имали су јако велике губитке. Цар Николај II је 8. септембра 1915. лично преузео команду над војском. Иако су Руси доживели тежак пораз повлачење војске се одвијало у добром реду, тако да Русија није била избачена из рата. С друге стране да би одржавали велику офанзиву Немци су морали да довлаче војску са Западног фронта смањујући своје шансе у сукобу са Французима и Британцима.